# Горбатов, Альфред Васильевич
Альфред Васильевич Горбатов (22.06.1932, Свердловск — 03.05.1995, Москва) — российский ученый в области механизации и автоматизации производственных процессов в пищевой промышленности, академик ВАСХНИЛ (1990), академик РАСХН (1992).

## Биография
Окончил Московский технологический институт мясной и молочной промышленности (1955). Работал там же: ассистент, старший преподаватель (1955—1961), доцент кафедры процессов и аппаратов пищевых производств (1961—1968), старший научный сотрудник (1968—1970), доцент (1970—1971), профессор (1971—1972), заведующий кафедрой гидравлики, промышленного строительства и сантехники (1972—1995), декан технологического факультета (1982—1987).
Доктор технических наук (1971), профессор (1973), академик РАСХН (1990). Специалист в области механизации и автоматизации производственных процессов в пищевой промышленности.
Заслуженный деятель науки и техники РСФСР (1990), изобретатель СССР, награжден медалью «Ветеран труда» (1984).
Опубликовал более 350 научных трудов, в том числе 22 книги и брошюры. Получил 40 авторских свидетельств на изобретения.
Похоронен на Леоновском кладбище.
Книги:
- Реология в мясной промышленности. — М., 1968. — 66 с.
- Механизация и автоматизация производственных процессов в пищевой промышленности / соавт. А. М. Бражников. — М., 1974. — 48 с.
- Физические методы обработки пищевых продуктов / соавт. И. А. Рогов. — М.: Пищ. пром-сть, 1974. — 583 с.
- Реология мясных и молочных производств. — М.: Пищ. пром-сть, 1979. — 383 с.
- Обработка мясных продуктов давлением / соавт.: С. Н. Туменов, В. Д. Косой. — М.: Агропромиздат, 1991. — 207 с.